# Equazioni di Yule-Walker
In statistica per un modello autoregressivo (casuale) valgono le seguenti relazioni, dette equazioni di Yule-Walker:
- {\displaystyle R_{yy}=-{\sum _{k=1}^{N}a_{k}R_{yy}(n-k)+R_{yx}(n)}}

- {\displaystyle R_{yx}(n)=\left\{{\begin{matrix}0\,\,\,per\,\,\,n>0\\{\sigma _{n}^{2}}\,\,\,per\,\,\,n=0\,\end{matrix}}\right.}

In particolare, la matrice {\displaystyle R} dei coefficienti delle equazioni di Yule-Walker è una matrice di Toeplitz; cioè è simmetrica (o hermitiana, nel caso di sequenze complesse) e tutti gli elementi appartenenti alla stessa diagonale, o subdiagonale, sono eguali tra loro. La matrice {\displaystyle R[N\times N]} è pertanto caratterizzata da {\displaystyle N} numeri e può dunque essere rappresentata da:
{\displaystyle R={\begin{bmatrix}r_{0}&r_{-1}&..&r_{-N}\\r_{1}&r_{0}&..&r_{-N+1}\\r_{2}&r_{1}&..&r_{-N+2}\\..&..&..&..\\r_{N}&r_{N-1}&..&r_{0}\\\end{bmatrix}}}
Nota: Per ricavare l'elemento m-esimo {\displaystyle r_{m}} si veda la procedura di derivazione sotto esposta.

## Derivazione
Considerando un processo AR:
{\displaystyle z_{t}=\sum _{i=1}^{p}{\phi _{i}}\,z_{t-i}+\alpha _{t}.}
Moltiplicando entrambi i membri per {\displaystyle z_{t-m}} e, usando l'operatore del valore atteso, si ha:
{\displaystyle E[z_{t}z_{t-m}]=E\left[\sum _{i=1}^{p}{\phi _{i}}\,z_{t-i}z_{t-m}\right]+E[\alpha _{t}z_{t-m}].}
Si ha che la funzione di autocovarianza è: {\displaystyle E[z_{t}z_{t-m}]=r_{m}}. I valori della funzione del rumore bianco risultano indipendenti tra loro, e {\displaystyle z_{t-m}} risulta indipendente da {\displaystyle {\alpha _{t}}} per  m > 0. Se {\displaystyle m\neq 0\Rightarrow } {\displaystyle E[\alpha _{t}z_{t-m}]=0}. Per {\displaystyle m=0} si ha:
{\displaystyle E[\alpha _{t}z_{t}]=E\left[\alpha _{t}(\sum _{i=1}^{p}{\phi _{i}}\,z_{t-i}+\alpha _{t})\right]=\sum _{i=1}^{p}{\phi _{i}}\,E[\alpha _{t}\,z_{t-i}]+E[\alpha _{t}^{2}]=0+\sigma _{\alpha }^{2},}
Pertanto, risulta:
{\displaystyle r_{m}=E\left[\sum _{i=1}^{p}{\phi _{i}}\,z_{t-i}z_{t-m}\right]+\sigma _{\alpha }^{2}\delta _{m}.}
Poiché:
{\displaystyle E\left[\sum _{i=1}^{p}{\phi _{i}}\,z_{t-i}z_{t-m}\right]=\sum _{i=1}^{p}{\phi _{i}}\,E[z_{t}z_{t-m+i}]} = {\displaystyle \sum _{i=1}^{p}{\phi _{i}}\,r_{m-i},}
La risultante equazione di Yule-Walker è:
{\displaystyle r_{m}=\sum _{i=1}^{p}{\phi _{i}}r_{m-i}+\sigma _{\alpha }^{2}\delta _{m}.}